# Anambra-astrild
De anambra-astrild (Estrilda poliopareia) is een vogel uit de familie van de prachtvinken (Estrildidae). Het is een kwetsbare, endemische vogelsoort  in Nigeria.

## Kenmerken
De vogel is 12 cm lang. De vogel is overwegend grijsbruin, een beetje vaal van kleur met een felrode snavel en rode stuit. Van dichtbij is te zien dat de vogel van boven heel fijn gebandeerd is. Er is geen soort astrilde binnen de regio waar deze vogel voorkomt die op deze prachtvink lijkt.

## Verspreiding en leefgebied
Deze soort komt voor in het zuiden van Nigeria rond de stad Port Harcourt en verder naar het noorden, maar er zijn ook waarnemingen uit de streek die grenst aan Benin. Het leefgebied bestaat uit terrein met lang gras langs rivieren, op zandbanken, in moerassen of aan de randen van half open loofbos. Vaak wordt de vogel ook waargenomen in de buurt van menselijke nederzettingen en op akkers zoals op plantages van cassave.

## Status
De anambra-astrild heeft een beperkt verspreidingsgebied en daardoor is de kans op uitsterven aanwezig. De grootte van de populatie werd in 2015 op grond van de extrapolatie van waarnemingen uit  2001 en 2002 door BirdLife International geschat op 250 tot 1000 individuen en de populatie-aantallen nemen af door onbekende oorzaken. Van habitatverlies is nauwelijks sprake, wel raken gebieden steeds dichter bevolkt met mensen. Om deze redenen staat deze soort als kwetsbaar op de Rode Lijst van de IUCN.